# Nelson-Mandela-Brücke (Ilmenau)
Die Nelson-Mandela-Brücke ist eine in Ilmenau in Thüringen befindliche Fuß- und Radwegbrücke, welche die Straße Neuhäuser Weg sowie mehrere Gleise nordöstlich des Bahnhofs Ilmenau überquert. Markantes Element ist ein etwa 30 Meter hoher Pylon. Die barrierefreie Schrägseilbrücke wurde von 2009 bis 2010 errichtet. Seit 2015 ist Nelson Mandela der Namensgeber.

## Lage
Die Brücke liegt rund 500 Meter nordöstlich des Ilmenauer Bahnhofs und verbindet den Hans-Stamm-Campus der Technischen Universität Ilmenau und das Naherholungsgebiet Ilmenauer Teiche mit dem ebenfalls zur Universität gehörenden Georg-Schmidt-Technikum und der Ilmenauer Altstadt.

## Konstruktion
Das Bauwerk wurde als asymmetrische Schrägseilbrücke mit einem 31,9 Meter hohen Pylon errichtet, der zur Hauptöffnung der Brücke hin geneigt ist. Das Brückendeck besteht aus einem Stahlhohlkasten, die nutzbare Breite beträgt 3 Meter. Bei einer Stützweite von 103 Meter liegt die Höhe über den Gleisanlagen bei 4,5 Meter, über dem Neuhäuser Weg bei 3,5 Meter. Der Pylon und das Brückengeländer sind in Dunkelrot und Orange gehalten, im Geländer sind LED-Leuchten eingearbeitet.
Die östliche Zuwegung aus Richtung Teichgebiet erfolgt durch einen an die Brücke anschließenden Damm, die westliche Zuwegung in Richtung Schlachthofstraße ist durch eine im rechten Winkel angefügte Rampe und eine Treppe gegeben.

## Namensgebung
Die zunächst namenlose Brücke erhielt am 31. Mai 2015 zum Auftakt der 12. Internationalen Studierendenwoche in Ilmenau (ISWI) den Namen Nelson-Mandela-Brücke.

## Preise
Das ausführende Ingenieurbüro hat für die Ingenieurleistungen beim Bau der Brücke eine „Anerkennung des Thüringer Staatspreises für Ingenieurleistungen 2011“ erhalten.